# Karl Reimer
Pour les articles homonymes, voir Reimer.
Karl Reimer, né 25 décembre 1845 à Leipzig et mort le 15 janvier 1883 à Berlin, est un chimiste et industriel allemand.

## Biographie
Karl Reimer grandit à Berlin. Il étudie la chimie à l'université de Göttingen, puis celles de Greifswald et d'Heidelberg. Il obtient son doctorat en 1871 sous la supervision de Ferdinand Tiemann. Il découvre avec ce dernier la réaction de Reimer-Tiemann.